# Halichoeres socialis
Halichoeres socialis là một loài cá biển thuộc chi Halichoeres trong họ Cá bàng chài. Loài này được mô tả lần đầu tiên vào năm 2003.

## Từ nguyên
Tính từ định danh socialis trong tiếng Latinh có nghĩa là "hòa đồng", hàm ý đề cập đến sự hợp thành những nhóm bền chặt ở loài cá này khi gặp nguy hiểm, và có thể nói là loài duy nhất có đặc điểm này trong họ Cá bàng chài (khác với việc hình thành các nhóm không có sự liên kết chặt chẽ).

## Phạm vi phân bố và môi trường sống
H. socialis chỉ được biết đến duy nhất tại rạn san hô Belize Barrier nằm trong vùng biển Caribe. Loài này sống trên nền san hô, cát, đá vụn hoặc cỏ biển, gần các rạn san hô ở độ sâu đến ít nhất là 10 m.

## Bị đe dọa
Môi trường sống của H. socialis hiện đang bị đe dọa bởi các hoạt động nạo vét và khai thác đáy biển cũng như việc chặt phá rừng ngập mặn để xây dựng khu nghỉ mát từ khoảng năm 2003. Bên cạnh đó, H. socialis còn bị đe dọa bởi cá mao tiên, một loài xâm lấn ở vùng Caribe. Theo nghiên cứu của Rocha và các cộng sự (2015), H. socialis chiếm gần một nửa khẩu phần ăn của cá mao tiên, bởi vì loài này có kích thước nhỏ khiến chúng trở thành mục tiêu của cá mao tiên. Với những nguyên nhân kể trên, H. socialis được xếp vào Loài nguy cấp theo Sách đỏ IUCN.

## Mô tả
H. socialis có chiều dài cơ thể lớn nhất được ghi nhận là 5,5 cm. Cá cái và cá con có mõm vàng, phần cơ thể còn lại màu lục xám. Sọc trắng từ má dọc thân dưới đến cuống đuôi. Một sọc trắng khác mờ hơn từ gáy dọc theo hai bên lưng. Một đốm đen rất lớn trên cuống đuôi được viền trắng. Cá đực màu lục xám ở thân trên, chuyển thành màu vàng ở thân dưới và thân sau. Một đốm nâu sẫm phía trên gốc vây ngực. Một sọc màu xanh lơ nằm dưới mắt, kéo dài từ má đến cuống đuôi. Sọc cùng màu kém nổi bật hơn phía trên mắt dọc theo lưng, đứt đoạn thành các đốm ở phía sau. Vây lưng và vây hậu môn trong mờ, màu cam với hàng đốm xanh dọc theo gốc vây và được viền xanh óng ở rìa. Vây đuôi có màu tương tự và lốm đốm các vệt xanh.
Số gai ở vây lưng: 8–9; Số tia vây ở vây lưng: 11–12; Số gai ở vây hậu môn: 3; Số tia vây ở vây hậu môn: 11–12; Số tia vây ở vây ngực: 13; Số gai ở vây bụng: 1; Số tia vây ở vây bụng: 5; Số lược mang: 17–20; Số vảy đường bên: 27.

## Sinh thái học
Thức ăn của H. socialis là các loài động vật phù du. Loài này sống thành những nhóm nhỏ, và cá đực có thể sống cùng với bầy cá cái trong hậu cung của nó.